# Astana City
Astana City is een  Kazachse wielerploeg. De ploeg komt uit in de continentale circuits van de UCI. Het team werd eind mei 2015 opgericht als Seven Rivers Cycling Team, dat zes renners van het in 2014 opgedoekte Continental Team Astana overnam.

## Bekende (oud-)renners
- Artjom Zacharov (2016)